# Microlinyphia impigra
Microlinyphia impigra là một loài nhện trong họ Linyphiidae.
Loài này thuộc chi Microlinyphia. De zweephangmatspin được Octavius Pickard-Cambridge miêu tả năm 1871.